# Batalla de Coplé
La Batalla de Coplé fue un enfrentamiento militar librado el 17 de febrero de 1860 entre las fuerzas de los rebeldes federales del general Juan Crisóstomo Falcón y los conservadores del general León de Febres Cordero en el contexto de la Guerra Federal con la victoria de las segundas. Fue junto a la previa batalla de Santa Inés (9-10 de diciembre de 1859), el otro gran enfrentamiento de esta guerra civil de Venezuela. Los federales nunca pudieron volver a reunir una cantidad semejante de hombres.

## Antecedentes
Tras su victoria en Santa Inés el ejército de Ezequiel Zamora sitió y finalmente tomó Barinas el 10 de diciembre. Ocho días después 6000 federales partieron a Caracas, tras tomar Guanare empezó el asedio de San Carlos el 3 de enero de 1860 terminando tras una semana de combates con la rendición de la urbe pero durante el mismo día Zamora fue asesinado el 10 de enero cerca de la ciudad, siendo sucedido por Falcón quien avanza hacia Valencia de una manera tan lenta que da al gobierno la oportunidad de organizar un nuevo ejército.
El 20 de enero los alzados llegaron a Tinaquillo, con un ejército que superaba los 2.000 hombres, donde se exigió la rendición de Valencia, lo que ni siquiera fue respondido por el general León de Febres Cordero, que salía a su encuentro. Seis días después se les unieron los rebeldes de los generales Juan Antonio Sotillo y Julio Monagas, principalmente infantería con mucha caballería desde la Provincia de Barcelona. Las fuerzas enfrentadas se componían de la siguiente manera: los federales tenían hasta unos 15.300 infantes y 9.100 jinetes mientras que los conservadores tenían como máximo 15.000 hombres, en su mayoría de infantería. Las tropas federales tenían unos 3.000 dragones veteranos entre sus filas.

## Planes federales
Juan Crisóstomo Falcón tenía la idea de librar una batalla decisiva , que  destruyera al ejército conservador de un solo golpe, los oficiales federales parecían al contrario escépticos ante la idea de vencer a un enemigo que todavía disponía de hombres suficientes para continuar la guerra, sin embargo Falcón no escucho sus objeciones y siguió con sus planes.
Estos consistían en el ataque coordinado de tres poderosas columnas por la derecha, centro e izquierda. mientras que una cuarta cuarta columna, por la extrema derecha, debía cruzar el camino que llevaba a la retaguardia enemiga,y aparecer sorpresivamente. La unidad debía unirse a las fuerzas que atacarían el flanco izquierdo y encerrar al enemigo.
Tras cruzar el camino que llevaba a la retaguardia enemiga, se debía avisar a la columna que marcharía sobre el flanco derecho de los conservadores, y este debía disparar un cohete. Al oír el cohete, la artillería debía disparar un cañonazo a cuyo estampido comenzaría el ataque general. Además el ataque debía llevarse al clarear el alba con el fin de tomar por sorpresa a las tropas conservadoras. De tener éxito, la mayor parte de las fuerzas enemigas quedarían destruidas.

## La Batalla
La columna derecha se vio favorecida el terreno, por lo que fue la primera en atacar, derrotó a los dos batallones enemigos, pero en su temerario ataque los conservadores montaron 27 piezas de artillería, los federales se vieron obligados a retroceder de ahí por contraataque enemigo.
La columna encargar de atacar el centro del ejército conservado flanquearía las posiciones defensivas por el bosque, pero se vieron muy retrasadas en su avance, siendo rechazada en tres ocasiones con fortísimas perdidas. La poderosa caballería federal cargó contra las líneas enemigas, pero León de Febres Cordero ordenó cavar un foso delante de sus posiciones, lo que ocasionó que los federales no pudieron acercarse a menos de 50m, esto unido al fuego de la artillería, diezmó a los jinetes federales.
En el caso de la columna izquierda, que debía envolver al ejército conservador, sus dos batallones de infantería, derrotaron a los pocos escuadrones enemigos que allí se encontraban, mientras su caballería cruzó por la laguna muerta, aunque con una gran dificultad, finalmente no pudo envolver el flanco izquierdo, lo que dio tiempo a los conservadores a tomar contra medidas y rechazar a la infantería enemiga.
La cuarta columna, debido a las dificultades del terreno, se vieron muy retrasados, llegando a las posiciones casi al mediodía. En esos momentos las tropas conservadoras ya estaban preparadas por lo que se perdió la sorpresa. Sin embargo, el general dio la señal y sus tropas atacaron a las unidades de conservadores. El actuar del general León de Febres Cordero fue decisiva, al enviar a la reserva a apoyar a las tropas más comprometidas.

## Consecuencias
A las 17:30 el fuego cesó, y las tropas federales se retiraron. Al final de la batalla, los federales habían perdido 5000 hombres en su temerario ataque. La batalla pudo terminar siendo la derrota definitiva de la rebelión federal pero en cambio terminó siendo decisiva para el transcurso de la guerra:
- León de Febres Cordero no persiguió a sus enemigos en retirada lo que salvo a gran parte de las tropas rebeldes sobrevivientes. A diferencia de Santa Inés, donde Ezequiel Zamora persiguió a los vencidos con la intención de exterminarlos y pocos sobrevivieron. Una de las razones de esto pudo ser que el general conservador estaba escaso de caballería para llevar a cabo tal maniobra.[3] Esto ha sido considerado el mayor error táctico del comandante vencedor y por lo que se llama a Coplé una victoria incompleta.[7]
- La otra razón, y él porque la batalla es decisiva en el transcurso de la guerra es que los liberales se vieron con ella obligados a pasar de una fase de enfrentamiento regular a una guerra de guerrillas[7] que a la larga los llevara a la victoria.[3] Vencidos en la primera etapa bélica los liberales son forzados a disolver su ejército.[2]